# Heinrich von Randow (Richter)

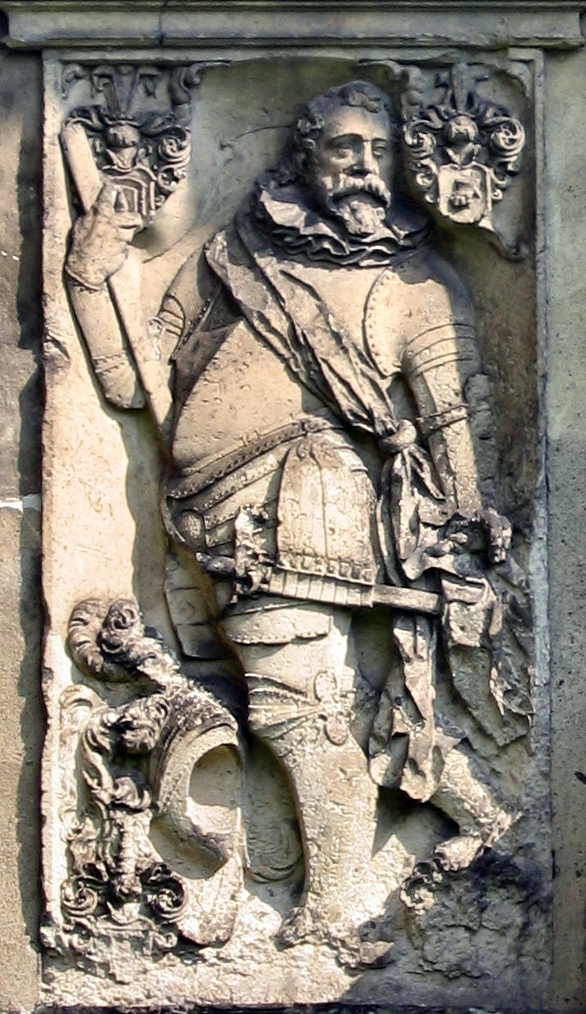
Heinrich von Randow

Unterschrift des Heinrich v. Randow

Heinrich von Randow (* 25. Juli 1561 in Redekin; † 28. Juni 1621 in Magdeburg) war 1585 Kammerjunker bei Julius Herzog von Braunschweig und Lüneburg, ab 1587 Hofjunker, dann Hauptmann der Landsknechte bei Graf Friedrich von Württemberg und Mömpelgart, und ab 1603 weltlicher Richter und Vogt des Domkapitels zu Magdeburg.

## Leben
Heinrich von Randow ging ab 1577 in Braunschweig zur Schule und wechselte 1580 nach Halle – vermutlich an die Universität. 1581 kam er an die Universität Wittenberg, wo er ein dreijähriges Studium absolvierte.
1585 kam er als Kammerjunker in die Dienste des Herzogs Julius zu Braunschweig und Lüneburg, als dieser zu Minden Bischof war. Schon zwei Jahre später wechselte er als Hofjunker zu Graf Friedrich von Württemberg und Mömpelgart. Aus dieser Zeit hatte sich noch eine Eintragung Heinrichs vom 6. Januar 1587 in das Stammbuch des Hans Christof von Hermsdorf, Fürstlich Württembergischer Hofmeister der jungen Herrschaft erhalten. Eine weitere Unterschrift findet sich unter einem Eintrag lateinischer Sprache in das Stammbuch des Johann Casimir, Pfalzgraf bei Rhein, vom Jahre 1586.
Als in diesen Jahren der katholische Herzog von Guise im Zuge der Hugenottenkriege dem vom Württemberg mit 22.000 Mann ins Land gefallen und „64 Städte und Dörfer jämmerlich ausgebrannt“, wurde Heinrich von Randow zum Hauptmann der Landsknechte bestellt, und er hat damals „den Feind aus den eingenommenen Orten und Festungen wieder verjagen helfen“.
Im Jahre 1603 zog sich Heinrich aus den Kriegszügen zurück und wurde vom Erzbischof von Magdeburg als weltlicher Richter und Vogt des Domkapitels eingesetzt. Er verwaltete dieses Amt insgesamt fast 18 Jahre bis zu seinem Tode. 

## Ehe und Nachkommen
Heinrich war zweimal verheiratet. Zunächst ehelichte er am 22. Juni 1605 Dorothea von Britzke, die Tochter des Caspar von Britzke, Erbherrn auf Viesen, und der Magdalena von Bornstedt. Mit ihr hatte er fünf Töchter und zwei Söhne. Dorothea starb schon mit 28 Jahren in Magdeburg am 29. April 1616 und wurde am 3. Mai auf dem Domfriedhof innerhalb des Kreuzganges begraben. Ihre Grabtafel, die ihrer Tochter Salome, und die ihres Ehemannes sind dort noch heute an der Außenwand des Remters zu sehen.
Nach dem Tode Dorotheas heiratete Heinrich Barbara von Borch (von Borg), Tochter des Hans von Borch auf Ziesar und der Anna von Falck. Aus dieser Ehe gingen drei Kindern hervor.

## Besitz
In Magdeburg besaß Heinrich 1619 das Haus Gouvernementsstraße (heute Gouvernementsberg) Nr. 1, das aber den Zweiten Weltkrieg nicht überstand. Die Straße hieß seit dem 16. Jahrhundert „In den Trillmönchen“, weil dort das Kloster der Troilus-Brüder lag. Die Hofstätte überlebte offensichtlich den großen Brand bei der Zerstörung Magdeburgs durch Tilly, denn 1636 mietete die Stadt sie von den Erben Heinrichs, um hier das Rathaus unterzubringen. 1642 wurde das Haus wieder der Randauische Hof genannt und 1668 wohnte dort ein Ernst von Staupitz, der eine von Randau, wohl eine Tochter Heinrichs, zur Ehefrau hatte.